# 自殺潮
自殺潮（英語：Suicide epidemic）是指自殺行為的流行現象。例如在1990年代的後蘇聯中、警察機構中、印第安保留地中以及密克羅尼西亞中都曾出現過自殺潮。每當出現知名人物的自殺時，就可能會鼓勵到人們模仿他們進行自殺，這種現象又被稱為維特效應。另外有人認為在課堂中教導羅密歐與茱麗葉的故事也可能會導致青少年自殺。